# مارخور
بز کوهی مارخور یا مارخور (نام علمی: Capra falconeri) یکی از گونه‌های بزرگ‌جثهٔ بز کوهی است که در شمال‌شرقی افغانستان، شمال پاکستان، کشمیر، جنوب تاجیکستان و جنوب ازبکستان زندگی می‌کند. این حیوان در آستانه تهدید قرار دارد و برآورد می‌شود که جمعیت آن در حیات‌وحش کمتر از ۲٬۵۰۰ رأس است. مارخور حیوان ملی پاکستان است و نامش را از زبان فارسی و به معنای خورندهٔ مار گرفته است. ولی با وجود مقررات حفاظتی که برای آن تعیین شده شکار آن ادامه دارد و جمعیتش در دو نسل اخیر بیش از ۲۰ درصد کاهش داشته‌است.
نام مارخور که در فارسی، اردو، پشتو، پنجابی و کشمیری نام این جانور است، برگرفته از باورهای محلی است که این حیوان مارها را کشته و آن‌ها را می‌خورد.
این نوع بز ۶۵ تا ۱۱۵ سانتی‌متر تا شانه‌هایش طول دارد. وزن متوسط آن ۱۰۰ تا ۲۵۰ کیلوگرم می‌باشد. مادهٔ آن معمولاً به رنگ قهوه‌ای مایل به زرد با شکم سفیدرنگ و پاهای سفید و سیاه است. جنس نر نیز همرنگ ماده می‌باشد ولی رنگ روشن‌تری دارند. نرها همچنین صورتی سیاه‌رنگ دارند و قسمت گردن و سینه‌شان با موهای سفید بسیار بلند که تا زانویشان رشد کرده، پر شده‌است. هم گونهٔ نر آن و هم گونهٔ ماده دارای شاخ بلند و مارپیچی هستند که در نرها تا ۱۶۰ سانتی‌متر و در ماده‌ها تا ۲۰ سانتی‌متر رشد می‌کند. مارخورها در مناطقی با ارتفاع ۵۰۰ تا ۳٬۵۰۰ متر از سطح دریا، جایی که بتوانند علف و برگ گیاه لازم جهت تغذیه بیابند، زندگی می‌کنند. این گونه از بزها، برای چیدن برگ درختان بر روی پاهای خود می‌ایستند.
مارخورها حیوانات فعالی هستند و گونه‌های مادهٔ آن به صورت گله‌های حدوداً نه تایی و گونه‌های نر آن به صورت انفرادی زندگی می‌کنند. اکثر جمعیت مارخورها در شمال پاکستان به ویژه نواحی چیترال، قیزار و هونزا زندگی می‌کنند. حدود ۲٬۰۰۰ تا ۴٬۰۰۰ رأس از این نوع حیوان در دنیای وحش زندگی می‌کنند.
چارلز داروین معتقد بود که بزهای اهلی با دورگه‌سازی کل و بز و مارخور ایجاد شده‌اند. برخی مطالعات ژنتیکی هم ارتباط مارخورها و برخی بزهای اهلی را نشان داده است. البته نیای اصلی بز اهلی یقیناً کل و بز است.

## گونه‌های مارخور
هم‌اکنون سه گونه از مارخور شناخته شده‌است:
- Capra falconeri falconeri — مارخور شاخپهن[۷]، گونه‌ای، که دو زیرگونه را در بر می‌گیرد:  falconeri یا مارخور استوری[۷]  که در شمال پاکستان و cashmirensis یا مارخور کشمیری[۷] که در شمال‌شرق افغانستان، شمال پاکستان و شمال هندوستان[۷]  به سر می‌برند؛
- Capra falconeri heptneri یا مارخور تاجیکی[۷]  یا که مارخور بخارایی[۷] که در شرق ترکمنستان و جنوب‌شرق ازبکستان، جنوب‌غرب ‌تاجیکستان و شمال‌شرق افغانستان[۷]  به سر می‌برد و زیرگونه ognevi یا مارخور ترکمنی[۷] را در بر می‌گیرد، که در رشتكوه كوهتنگ زندگی می‌کند؛
- Capra falconeri megaceros یا مارخور راست‌شاخ[۷] که نیز دو زیرگونه را در بر می‌گیرد:  megaceros یا مارخور کابلی[۷] که در شرق افغانستان، مرکز و غرب پاکستان[۷] و jerdoni یا مارخور کوه‌های سلیمان[۷] که در مرکز و غرب پاکستان به سر می‌برند[۷].